# Liste der Baudenkmale im Landkreis Oldenburg
Die Liste der Baudenkmale im Landkreis Oldenburg enthält die nach dem Niedersächsischen Denkmalschutzgesetz geschützten Baudenkmale im niedersächsischen Landkreis Oldenburg. 
Der Übersicht und Länge halber ist die Liste nach den Städten und Gemeinden des Landkreises separiert. Diese Einteilung findet sich in der folgenden Tabelle, in der zu jedem Eintrag, soweit möglich, ein exemplarisches Foto eines Baudenkmals aus der jeweiligen Stadt oder Gemeinde zu finden ist.
| Bild | Stadt/Gemeinde   | Karte | Liste                                     | Ortsteile |
| ---- | ---------------- | ----- | ----------------------------------------- | --------- |
|      | Beckeln          |       | Liste der Baudenkmale in Beckeln          |           |
|      | Colnrade         |       | Liste der Baudenkmale in Colnrade         |           |
|      | Dötlingen        |       | Liste der Baudenkmale in Dötlingen        |           |
|      | Dünsen           |       | Liste der Baudenkmale in Dünsen           |           |
|      | Ganderkesee      |       | Liste der Baudenkmale in Ganderkesee      |           |
|      | Groß Ippener     |       | Liste der Baudenkmale in Groß Ippener     |           |
|      | Großenkneten     |       | Liste der Baudenkmale in Großenkneten     |           |
|      | Harpstedt        |       | Liste der Baudenkmale in Harpstedt        |           |
|      | Hatten           |       | Liste der Baudenkmale in Hatten           |           |
|      | Hude (Oldenburg) |       | Liste der Baudenkmale in Hude (Oldenburg) |           |
|      | Kirchseelte      |       | Liste der Baudenkmale in Kirchseelte      |           |
|      | Prinzhöfte       |       | Liste der Baudenkmale in Prinzhöfte       |           |
|      | Wardenburg       |       | Liste der Baudenkmale in Wardenburg       |           |
|      | Wildeshausen     |       | Liste der Baudenkmale in Wildeshausen     |           |
|      | Winkelsett       |       | Liste der Baudenkmale in Winkelsett       |           |